# Narcaeus picinus
Genre
Espèce
Narcaeus picinus, unique représentant du genre Narcaeus, est une espèce d'araignées aranéomorphes de la famille des Thomisidae.

## Distribution
Cette espèce est endémique de Java en Indonésie.

## Description
La femelle holotype mesure 3 mm.

## Publication originale
- Thorell, 1890 : Diagnoses aranearum aliquot novarum in Indo-Malesia inventarum. Annali del Museo Civico di Storia Naturale di Genova, vol. 30, p. 132-172 (texte intégral).